# Benetton B200
Chronologie des modèles (2000)
Benetton B199 Benetton B201
La Benetton B200 est la monoplace de Formule 1 engagée par l'écurie Benetton Formula lors de la saison 2000 de Formule 1. Elle est pilotée par l'Italien Giancarlo Fisichella et l'Autrichien Alexander Wurz, tous les deux reconduits par l'écurie italienne pour une troisième saison. Le pilote d'essais est le Japonais Hidetoshi Mitsusada.

## Historique
Après une B199 trop complexe et peu performante, Benetton revient à une conception plus classique pour sa nouvelle monoplace propulsée par un moteur V10 Renault rebadgé Playlife.
La saison débute par la cinquième place de Giancarlo Fisichella et la septième place d'Alexander Wurz au Grand Prix d'Australie. Le pilote italien monte ensuite sur la deuxième marche du podium au Brésil tandis que son coéquipier abandonne à la suite d'un problème moteur. Après ce coup d'éclat, les deux pilotes Benetton stagnent à la porte des points jusqu'au Grand Prix d'Europe où Fisichella finit à nouveau cinquième. À Monaco et au Canada, l'Italien termine troisième et marque ses derniers points de la saison,. Fisichella abandonne en effet à quatre reprises consécutives entre le Grand Prix d'Autriche et le Grand Prix de Belgique. En Italie, Alexander Wurz termine cinquième et marque ses deux seuls points de l'année.
À la fin de la saison, Benetton Formula se classe quatrième du championnat des constructeurs avec 20 points, à égalité avec British American Racing. Giancarlo Fisichella se classe sixième du championnat des pilotes avec dix-huit points tandis qu'Alexander Wurz est quinzième avec deux points. L'écurie italienne est rachetée par Renault qui fera de 2001 une année de transition avant de créer Renault F1 Team en 2002. 
Alexander Wurz, constamment devancé par Giancarlo Fisichella, est remplacé par Jenson Button pour la saison suivante.

## Résultats en championnat du monde de Formule 1
| Saison | Écurie                       | Moteur            | Pneus       | Pilotes              | Courses | Courses | Courses | Courses | Courses | Courses | Courses | Courses | Courses | Courses | Courses | Courses | Courses | Courses | Courses | Courses | Courses | Points inscrits | Classement |
| Saison | Écurie                       | Moteur            | Pneus       | Pilotes              | 1       | 2       | 3       | 4       | 5       | 6       | 7       | 8       | 9       | 10      | 11      | 12      | 13      | 14      | 15      | 16      | 17      | Points inscrits | Classement |
| ------ | ---------------------------- | ----------------- | ----------- | -------------------- | ------- | ------- | ------- | ------- | ------- | ------- | ------- | ------- | ------- | ------- | ------- | ------- | ------- | ------- | ------- | ------- | ------- | --------------- | ---------- |
| 2000   | Mild Seven Benetton Playlife | Playlife FB02 V10 | Bridgestone |                      | AUS     | BRÉ     | SMR     | GBR     | ESP     | EUR     | MON     | CAN     | FRA     | AUT     | ALL     | HON     | BEL     | ITA     | USA     | JAP     | MAL     | 20              | 4e         |
| 2000   | Mild Seven Benetton Playlife | Playlife FB02 V10 | Bridgestone | Giancarlo Fisichella | 5e      | 2e      | 11e     | 7e      | 9e      | 5e      | 3e      | 3e      | 9e      | Abd     | Abd     | Abd     | Abd     | 11e     | Abd     | 14e     | 9e      | 20              | 4e         |
| 2000   | Mild Seven Benetton Playlife | Playlife FB02 V10 | Bridgestone | Alexander Wurz       | 7e      | Abd     | 9e      | 9e      | 10e     | 12e     | Abd     | 9e      | Abd     | 10e     | Abd     | 11e     | 13e     | 5e      | 10e     | Abd     | 7e      | 20              | 4e         |

Légende : ici 